# Cilene
El monte Cilene (en griego: Κυλλήνη, Kyllếnê) es una montaña en la península del Peloponeso en Grecia, famosa por su relación con el dios Hermes de la mitología griega. Se alza hasta los 2374 m s. n. m., haciendo de ella la segunda en altitud de la península. Se encuentra cerca de la frontera entre las regiones históricas de Arcadia y Acaya, en el noreste de Arcadia, y enteramente dentro de lo que es la moderna Corintia. Se encuentra al oeste de la ciudad de Corinto, al noroeste de la de Estinfalo, al norte de Trípoli y al sur de Derveni.
El Cilene (hoy Ziria) es la montaña más oriental entre las grandes del Peloponeso. Forma un semicírculo abierto hacia el norte de ocho kilómetro y medio de diámetro, destacándose de las montañas vecinas. Tiene grutas, algunas con estalactitas. Para los antiguos, como Géminos que atribuía su medición a Dicearco (15 estadios) era la montaña más alta conocida. 
Es allí donde Maya da nacimiento a Hermes, en una cueva sagrada en la montaña. Había en su cima un templo dedicado a Hermes. El adjetivo «cileniano» (Cyllenius) es uno de los epítetos del dios, y los poetas griegos y romanos llamaban a menudo a la lira «cileniana», para recordar que era invento suyo. El himno homérico Himno a Pan recuerda que «Hermes ... vino a la Arcadia ... allí donde su lugar sagrado es como dios de Cilene, Pues allí, aunque un dios, solía cuidar a las ovejas de rizadas guedejas». En los tiempos antiguos había un templo y una estatua dedicada a él en la cumbre de la montaña.
Plinio el Viejo afirmaba que los «mirlos nacen blancos solamente en Cilene de Arcadia, y en ninguna otra parte más».
Higino documenta que era en Cilene donde el vidente Tiresias cambió de sexo cuando golpeó a dos serpientes copulando.
Gran parte de la montaña es árida y rocosa, aunque la zona por debajo de los 2000 m está bastante cubierta de bosques. Hay un observatorio a 908 metros, a 22,67° E de longitud y 37,97° N de latitud.
Desde lo cima es visible una gran porción del Peloponeso nororiental, incluyendo la parte oriental de Acaya y de Kélmos, el golfo de Corinto y la mayor parte de Corintia (la parte meridional)  y partes del noreste de Arcadia.
Las cordilleras más cercanas son Oligyrtos, al sur, y Kelmos/Aroania, al oeste. Varias carreteras pasan cerca de las laderas meridional y occidental, pero no hay muchas en la propia montaña, pues gran parte de la montaña es parte de un parque.
El límite municipal entre Estinfalo–Feneos–Evrostini y Xylokastro pasa a través de la montaña.